# Zeugites capillaris
Zeugites capillaris är en gräsart som först beskrevs av Albert Spear Hitchcock, och fick sitt nu gällande namn av Jason Richard Swallen. Zeugites capillaris ingår i släktet Zeugites och familjen gräs. Inga underarter finns listade i Catalogue of Life.